# Club Fuego Infernal
El Club Fuego Infernal (Hellfire Club) es una sociedad ficticia que aparece en los cómics estadounidenses publicados por Marvel Comics. El Club Fuego Infernal a menudo se enfrenta al equipo de superhéroes mutantes de los X-Men. Aunque parece ser solo otro club social internacional para élites ricas, su clandestino Círculo Interno busca influir en los eventos mundiales, de acuerdo con su propia agenda. El objetivo del club es obtener y ejercer el poder a través de la política y la influencia económica, en lugar de la conquista y la dominación exterior. Desde su fundación, han participado en guerras y asesinatos.
El Club fue creado por el escritor Chris Claremont y el dibujante y coescritor John Byrne, quienes fueron muy influenciados por un episodio de la serie de televisión británica The Avengers («A Touch of Brimstone») de 1966. El nombre «Club del Fuego Infernal» de hecho tiene un precedente histórico, habiendo sido un nombre popular para los clubes de caballeros en el siglo XVIII. Además, la jerarquía del Círculo Interno se basa en las piezas de un juego de ajedrez, con grupos en blanco y negro de reyes, reinas, alfiles y torres.
El Club Fuego Infernal y su Círculo Interno aparecieron por primera vez en «The Dark Phoenix Saga», intentando subvertir a Jean Grey de los X-Men. Esta encarnación, compuesta de manera más sobresaliente por el Rey Negro Sebastian Shaw y la Reina Blanca Emma Frost, seguiría siendo prominente durante muchos años. Después de sus enfrentamientos iniciales, el Club Fuego Infernal y los X-Men establecieron una alianza incómoda. Esto cambió con el tiempo a medida que interminables luchas de poder perpetuaron una serie de turbulencias dentro del Círculo Interno. El club ha aparecido en dos series animadas de X-Men (X-Men: The Animated Series y Wolverine and the X-Men), aunque en ambas ocasiones se le cambió el nombre al de Círculo Interno, debido a las dudas respecto a usar la palabra Hellfire (fuego infernal) en una serie animada infantil. 
Miembros del Club Fuego Infernal aparecieron en la película de 2001 X-Men: primera generación como los villanos principales, liderados por Sebastian Shaw, Emma Frost y Azazel. El Círculo Interno del Club Fuego Infernal también aparece como los principales antagonistas de la segunda temporada de la serie de televisión The Gifted, liderados por el personaje de nombre Reeva Payge (interpretada por Grace Byers), y por las hermanas Frost (interpretadas por Skyler Samuels).

## Historial de publicaciones
Al crear el Club Fuego Infernal, el escritor de Uncanny X-Men vol. 1 #129 (enero de 1980), Chris Claremont y el dibujante / coescritor John Byrne se inspiraron fuertemente en un episodio de la serie de espionaje británica The Avengers titulado «A Touch of Brimstone» (Un toque de azufre), de 1966. En el episodio, los agentes John Steed y Emma Peel intentan infiltrarse en una sociedad secreta que lleva el nombre del Club del Fuego Infernal del siglo XVIII, cuyos miembros del «Círculo Interior» llevan todos trajes de época. El disfraz de Emma Peel como «la Reina de Pecado», apareciendo vestida con un corsé de cuero negro, sería el modelo para las Reinas del Club en el cómic, y su nombre fue incluso tomado para el de la Reina Blanca, Emma Frost. El líder del club en el episodio fue interpretado por Peter Wyngarde, conocido por su papel de Jason King en la serie del mismo nombre, y en el cómic sirvió como la base de la nueva identidad de Mente Maestra como «Jason Wyngarde».
Los otros miembros del Club Fuego Infernal de Claremont y Byrne se extrajeron de manera similar de los nombres y rostros de actores famosos: Sebastian Shaw se basó en el actor Robert Shaw, Harry Leland en Orson Welles (quien actuó como Harry Lime en The Third Man y cuya película Citizen Kane contó con un reportero llamado Jed Leland), y Donald Pierce se basó en Donald Sutherland (el apellido que hace referencia a su personaje de 'Hawkeye Pierce' de M*A*S*H).
Guionistas posteriores ampliarían las referencias a The Avengers: Sir Patrick y Lady Diana, de la sucursal de Filadelfia de la década de 1780, llevan el nombre de los actores Patrick Macnee (John Steed) y Diana Rigg (Sra. Emma Peel); a la inversa, se reveló que la Reina Negra de la sucursal de Londres se llamaba Sra. Emma Steed.

## Historia ficticia

### Origen
El Club Fuego infernal fue fundado en el siglo XVIII, como una organización para congregar a la élite de la sociedad internacional: políticos, empresarios, multimillonarios etc, como una forma de proporcionar a sus miembros placeres que a menudo desafiaban las normas morales de la época, y de permitirles consolidar su influencia en asuntos económicos y políticos. El grupo se fundó originalmente en Inglaterra con el nombre de Orden de los Frailes de San Francisco de Wycombe. Para la década de 1770, el Club Hellfire operaba ya en las Trece Colonias. Un puñado de los miembros más poderosos—encabezados por Sir Patrick Clemens y su amante Diana Knight—emigraron a las colonias americanas e iniciaron una rama en la ciudad de Nueva York.
El Club Fuego Infernal cuenta con miembros famosos e influyentes de la sociedad. Su afiliación solo es posible vía hereditaria por algún familiar o por invitación personal, y rara vez puede ser ganada sin importar cuan rica o influyente sea la persona. Además de Nueva York, hoy en día el club cuenta con filiales en San Francisco, París, Hong Kong y Londres, todas ellas supervisadas por el Círculo Interno, que a su vez, es dirigido por el Lord Imperial.
Los miembros del Círculo Interno, asumen los nombres, según el rango, de las piezas del ajedrez (Rey Negro/Blanco, Reina Negra/Blanca, Alfil, Torre etc.). Originalmente este Círculo Interno estaba compuesto por humanos normales, pero a lo largo de los años se ha visto integrado cada vez más por poderosos mutantes. No siempre está compuesto por los mutantes más fuertes, pero sus altos rangos son solo para aquellos que poseen ciertas habilidades. Comúnmente, aunque con pequeñas excepciones, la Reina Blanca y la Reina Negra poseen habilidades telequinéticas, telepáticas o de naturaleza psíquica, para ayudar a encubrir las conspiraciones cometidas por la organización. Este círculo interno responde a las órdenes de un Lord Cardinal, elegido por los otros miembros del Círculo, de forma democrática, según sus aptitudes y poder económico y social.
Muchos de los adinerados y más poderosos hombres en el Universo Marvel, incluyendo a Tony Stark y Norman Osborn, entre otros, han heredado o ganado la afiliación en este Club. Otros sin embargo han aceptado la invitación a formar parte solo por puro placer, y los demás simplemente en busca de riqueza. De hecho, uno de los propósito del Club Fuego Infernal es obtener y ejercer poder a través del poder económico para conquistar y dominar el mundo. Después de su fundación, este Club se ha visto envuelto en asesinatos e innumerables guerras.

### Consagración del Círculo Interno moderno
En épocas recientes, bajo el mando del Lord Cardinal, Sir Gordon Phillips, el Círculo Interno fue dominado por Sir Edward Buckman, el Rey Blanco. Buckman, en secreto, financió al científico Stephen Lang para la creación de los Centinelas, los terribles robots cazadores de mutantes. Pero el multimillonario mutante Sebastian Shaw, rápidamente logró obtener el rango de Alfil Negro. Shaw comenzó a reclutar mutantes poderosos para afiliarlos al Círculo y arrebatarle el poder a Buckman. Cuando Buckman descubrió esto, atacó a Shaw y a sus aliados con un grupo de Centinelas, batalla que costó la vida de Lourdes Chantel, la amante de Shaw. Pero al final, Shaw venció a Buckman y se proclamó como el Rey Negro, mientras que la joven mutante telépata Emma Frost, se proclamó como Reina Blanca, arrebatando el título a Lady Paris Seville. Shaw y Frost organizaron entonces su propio Círculo Interno, que consto del mutante Harry Leland, como Alfil Negro y el cyborg Donald Pierce como Alfil Blanco, así como de Tessa, una joven asistente de Sebastian Shaw (que en realidad era Sage, una espía encubierta enviada por Charles Xavier). Tessa le ayudó a Shaw a conservar su posición cuando el mutante Elias Bogan intentó reclamarlo como suyo.

### Saga de Fénix Oscura
El Club Fuego Infernal se encontró por primera vez con los X-Men cuando el villano Mente Maestra, en su identidad civil de Jason Wyngarde, intentó ser aceptado en el Círculo Interno. Estos le impusieron, como condición, reclutar a un mutante superpoderoso para sus filas. Mente Maestra eligió a Jean Grey. Mente Maestra invadió sus recuerdos, haciéndole creer que ella era una aristócrata Victoriana y que era su esposa. Para su mala suerte, en ese momento Jean no era ella, sino una recreación físicamente idéntica de la todopoderosa entidad cósmica Fuerza Fénix. Los X-Men descubrieron sus planes, pero su intromisión en la mente de Jean la convirtió en Fénix Oscura, atacando a sus amigos y compañeros de grupo. En un momento de cordura, Jean finalmente derrotó al Club en forma de Fénix, para luego suicidarse en el Área azul de la Luna de la Luna, lo cual evitaría que ella lastimara a alguien más.
Sin embargo, la influencia de esta organización continuó latente a pesar de esta derrota. La jerarquía del Círculo Interno pasó constantemente por altibajos debido a la constante competencia entre los miembros y sus desacuerdos.

### Cambios internos
Tiempo después, el cyborg Donald Pierce fue expulsado del club. En venganza, secuestró a Tessa (Sage), la asistente de Shaw, lo que provocó una alianza entre el líder de los X-Men, Charles Xavier (verdadero jefe de Tessa) y el resto del círculo interno. Más adelante, y a manera de respuesta a los Nuevos Mutantes, el equipo juvenil de los X-Men, Emma Frost reclutó en su Academia de Massachusetts a un grupo de jóvenes bautizados como los Hellions. Este equipo, sirvió muchas veces como fuerza de choque para el Club.
Más adelante, el puesto de Reina Negra del club, fue ocupado por la mutante hechicera conocida como Selene, mientras que Emmanuelle DaCosta y Friedrich Von Rohem se unieron en los puestos de Torre Negra y Torre Blanca, respectivamente. Selene intentó, sin éxito, forzar a la joven Rachel Summers a unirse al grupo.
El Círculo Interno y los X-Men se vieron forzados a unir fuerzas para combatir el ataque del Súper-Centinela del futuro, Nimrod. En esa batalla, Harry Leland perdió la vida. El Círculo invitó a Magneto, que en ese momento estaba con los X-Men, a unirse al Club como Rey Blanco. Ante la reciente amenaza de villanos como los Merodeadores, Magneto aceptó la oferta.
Magneto impuso como su suplente a Tormenta y poco a poco fue menguando la influencia de Sebastian Shaw en el Club. Magneto logró que Shaw fuera expulsado del Club y tomó su lugar, mezclando ahora los títulos de Rey Blanco y Rey Negro, como Rey Gris.

### Caída del Círculo Interno
Shinobi Shaw, el hijo de Sebastian, y otro grupo de «juniors» mutantes, decidieron reunirse para derrocar a los miembros del Círculo Interno del Club. Este grupo, llamado los Upstarts, en realidad estaba auspiciado por Selene, quien deseaba controlar todo el Círculo para sí misma. Los Upstarts comenzaron a eliminar a todos los miembros del Círculo. El primero en caer fue Sebastian Shaw, aparentemente a manos de su propio hijo.
Por otra parte, el terrorista viajero del tiempo Trevor Fitzroy, asesinó a Donald Pierce, los Hellions e incapacitó a Emma Frost. Finalmente, el propio Magneto, sufrió un intento de asesinato a manos del acólito traidor, Fabián Cortez. Shinobi reorganizó al Círculo Interno. Intentó convencer a Arcángel como su Rey Blanco, e hizo lo propio con Sunspot, aunque ambos se negaron. Cordelia Frost, hermana de Emma, también intentó convertirse en Reina Blanca, sin éxito. Shinobi enfocó sus esfuerzos en derribar a la competencia: el Círculo Interno de Londres, integrado, entre otros, por Capitán Britania y la Reina Gitana Margali Szardos.

### Regreso de Sebastian Shaw
Sebastian Shaw logró sobrevivir a su intento de asesinato y regresó. El retomó su lugar dentro del Círculo y se alió con Selene, quien fue traicionada por los Upstarts. Selene reclutó a Madelyne Pryor y al villano Holocausto como miembros del Círculo. Pero el plan se vino abajo, cuando Madelyne Pryor se volvió contra sus líderes.
Más tarde, Selene decidió reunir su propia versión del Círculo Interno, reclutando a los demonios Blackheart y Daimon Hellstrom. Pero sus planes se vinieron abajo gracias a los Cuatro Fantásticos. Más tarde, Selene se las arregló para convencer a Sunspot de unirse al Círculo. Bajo circunstancias aún desconocidas, este Círculo Interno fue desmembrado y Selene quedó aprisionada en las ruinas de la vieja mansión.
Al morir Sir Gordon Phillips, víctima del virus legado, Sebastian Shaw y Elias Bogan disputaron el título de Lord Imperial. Cuando Bogan es derrotado por los X-Men, Shaw se convierte en el nuevo Lord Imperial y obtiene control sobre todas las sedes del Club en el mundo. Él reorganiza al club colocando a Sunspot como Rey Negro. Selene (a pesar de estar cautiva en el sótano de la mansión) conserva su estatus de Reina Negra. Cuando Emma Frost rechaza su posición de Reina Blanca, este título es tomado por la entidad extradimensional St-Yr-9 (Courtney Ross). La gobernante de Madripoor, Viper, es nombrada Princesa Blanca. Este Círculo embosca a los X-Men, pero sus planes son interrumpidos por un ataque del cyborg Donald Pierce, que deja malherído a Shaw. Sunspot asume entonces en título de Lord Imperial. Sage vuelve a retomar su lugar como "Tessa", la asistente, para vigilar de cerca las actividades del club.

### Otras manifestaciones del club
Mientras la poderosa villana psíquica Cassandra Nova estuvo prisionera en la Mansión X, buscó la forma de escapar colocando parte de su mente dentro de Emma Frost. Más tarde, Cassandra manipuló a Frost, quien creó una versión «ilusoria» del Círculo Interno integrado por Sebastian Shaw, Cassandra, una versión juvenil de Frost llamada Perfección, y una alumna muerta de Frost, Nagasonic Teenage Warhead. Cuando Cassandra Nova fue vencida, este falso Círculo Interno, desapareció.
Tiempo después, Sebastian Shaw retomó el control del Círculo y se alió con Claudine Renko, la llamada Miss Siniestro. Ellos entraron en conflicto con Wolverine, cuando este creyó que habían secuestrado a su hijo, Daken.
Cuando Sebastian Shaw fue finalmente derrotado y capturado por los X-Men, el Círculo Interno nuevamente cayó.

### Círculo Interno de Kade Kilgore
La presencia mutante en el Círculo Interno del Club Fuego Infernal, ha sido eliminada. El genio de 12 años de edad, Kade Kilgore, ha asumido la posición de nuevo Rey Negro. Kilgore convocó a otros jóvenes genios preadolescentes para terminar de conformar su Círculo. Ellos estuvieron detrás del ataque al Museo de Historia Mutante de San Francisco y también fueron responsables del ataque a la Isla de Utopía.
Kilgore y su Círculo manipularon una versión nueva de Krakoa, la Isla Viviente, y la enviaron a atacar la «Escuela Jean Grey para Jóvenes Dotados». El ataque fue repelido con éxito por los X-Men.
Kilgore y su equipo también reclutaron mutantes para la llamada Hellfire Academy, que servía como respuesta a la Escuela Jean Grey. Por fortuna, los alumnos de la Escuela Jean Grey destruyeron la Hellfire Academy evitando con esto que se consumaran sus malévolos planes.

### Nuevo Círculo Interno
Recientemente, Sebastian Shaw retomó el control del Círculo Interno. Shaw y su nuevo equipo formaron una alianza con Magneto y los X-Men en medio de la crisis generada por las Nieblas Terrígenas.

## Miembros del Círculo Interno

### Lords Imperiales
- Sir Gordon Phillips
- Elias Bogan
- Sebastian Shaw
- Sunspot (Roberto da Costa)

### Consejo de Selección (Círculo Original)
- Edward "Ned" Buckman: Rey Blanco.
- Paris Seville: Reina Blanca.
- Sebastian Shaw: Alfil Negro.

### Segundo Círculo Interno
Después de hacerse cargo del Club en New York, Shaw renombró el Consejo de Selección como los Lords Cardinales.
- Sebastian Shaw: Rey Negro.
- Emma Frost: Reina Blanca.
- Donald Pierce: Alfil Blanco.
- Harry Leland: Alfil Negro.
- Sage (Tessa): Asistente personal de Shaw.
- Mente Maestra (Jason Wyngarde): Aspirante.
- Fuerza Fénix (como Jean Grey): Reina Negra.
- Warhawk: Asociado.

Finalmente también:
- Selene: Reina Negra.
- Emmanuel DaCosta: Torre Blanca.
- Friedrich Von Roehm: La Torre Negra.
- Magneto (Max Einsenhardt): Rey Blanco / Rey Gris.
- Tormenta (Ororo Munroe): Reina Gris (junto a Magneto).

### El Círculo Interno de Shinobi Shaw (Tercer Círculo)
- Shinobi Shaw: Rey Negro.
- Benedict Kine: Rey Blanco.
- Benazir Kaur:  Reina Blanca.
- Reeva Payge: Reina Negra.
- Candra: Asociada.
- Cordelia Frost: Miembro Provisional.

### El Club en Londres
- Emma Steed: Reina Negra
- Margali Szardos: Reina Roja
- Scribe (Jane Hampshire, poseído por Mountjoy): Torre Roja
- Quentin Templeton: Rey Negro
- Alan Wilson: Rey Rojo
- Capitán Britania: Alfil Negro.
- Conrad Strathdee: Alfil Rojo

### Segundo Círculo de Shaw (Cuarto Círculo)
- Sebastian Shaw: Rey Negro.
- Selene: Reina Negra.
- Madelyne Pryor: La Torre Negra.
- Trevor Fitzroy: Torre Blanca.
- Donald Pierce: solicitó el puesto de Alfil Blanco.
- Sage (Tessa): asistente personal de Shaw.
- Ella: asistente personal de Selene.
- Holocausto: Asociado.
- Miss Hoo: Asociado.

### Círculo de Selene
- Selene: Reina Negra.
- Blackheart: Rey Negro.
- Daimon Hellstrom: Rey Blanco.
- Sunspot: Torre Negra.

### El Quinto Círculo Interno
- Sebastian Shaw: Lord Imperial
- Sunspot: Rey Negro, más tarde Lord Imperial.
- Courtney Ross (realmente Sat-Yr-9): Reina Blanca.
- Viper: Princesa Blanca.
- Sage (Tessa): asistente personal de Shaw y de Mancha Solar.
- Selene: Reina Negra
- Red Lotus: asociado

### Círculo de Cassandra Nova
- Emma Frost
- Sebastian Shaw
- Cassandra Nova
- Perfección (Emma Frost)
- Nagasonic Teenage Warhead

### Sexto Círculo Interno
- Sebastian Shaw
- Miss Siniestro (Claudine Renko)
- Sr. Castlemere
- Turner
- Leonine (Peter Scholl)
- Mercedes

### Séptimo Círculo Interno
- Kade Kilgore: Rey Negro
- Manuel Enduque
- Barón Maximilian von Katzenelnbogen
- Wilhemina Kensington

### Octavo Círculo Interno
- Sebastian Shaw: Rey Negro
- Briar Raleigh: Alfil Negro
- Monet St. Croix: Reina Blanca
- Black Tom Cassidy: Alfil Blanco

### Diferentes Miembros fuera del Círculo Interno
Como se había mencionado anteriormente, muchos de los personajes adinerados y poderosos del universo Marvel han sido o son miembros del Club Fuego Infernal, pero no han formado parte de ningún Círculo Interno. Su membresía ha sido herededada o han sido invitados formar parte.
- Lourdes Chantel - amante de Shaw.
- Arcángel (Warren Worthington III) - membresía heredada de su padre.
- Warren Worthington Jr. - invitado por Ned Buckman.
- Howard Stark - invitado por Ned Buckman.
- Iron Man (Anthony Stark) - afiliación heredada de su padre.
- Norman Osborn.
- Sir James Braddock - invitado por Ned Buckman, tuvo el apodo de Alfil Negro en Londres, abandonó el Círculo Interno cuando los invitados de Buckman fueron en su mayoría activistas anti-mutantes.
- James Braddock Jr. - afiliación heredada.
- Psylocke (Elizabeth Braddock) - afiliación heredada.
- Bianca LeNeige.
- Dwayne Taylor.
- Vance Astrovik.
- Candace Southern, exnovia de Warren Worthington III - fallecida.
- Ronald Parvenue.
- Berhard Van Ostamgen.
- Oliver Ryland.
- El Kingmaker.
- Lady Jacqueline Falsworth-Crichton - por herencia.

### En el Pasado
- Philadelphia, 1780/81: Sir Patrick Clemens (con el título de Rey), Lady Diana Knight (con el título de Reina), Lady Grey (título de Reina), Elizabeth Shaw-Worthington, Major General Wallace Worthington, Presidente Clinton.
- Londres, 1859: Lord Braddock, Mr. Shaw, tatarabuelo de Sebastian Shaw y el padre de Cornelius Shaw.
- Boston, 1872/74: Anton Pierce (Miembro del Círculo Secreto)
- Londres, 1915: El general Cornelius Shaw, Sir Harry Manners, Waltham Pierce

### Guardias y Personal
- Guardias: Wade Cole, Angelo Macon, Murray Reese, Randall Chase, Richard Salmons, Chet Andrews, Bala de Cañón
- El Caballero Benedict Kine, Ivory.
- Caballero de Shinobi Shaw, Ebon.
- Sirvientes: Sharon Kelly, Rutledge (Londres).

## Otras versiones

### Era de Apocalipsis
En esta versión, el Club se encuentra inactivo y fue probablemente exterminado por las fuerzas de Apocalipsis.

### UltimateClub Fuego Infernal
En esta línea, el Club Fuego Infernal, liderado por Sebastian Shaw, es un grupo de fanáticos religiosos extremistas adoradores de la Fuerza-Fénix, que rivalizan con la Iglesia Shi'ar, liderada por Lilandra.

## En otros medios

### Televisión
- El Club Fuego Infernal hizo apariciones en la serie animada de X-Men, durante la Saga de Fénix Oscura. Sin embargo, no se presentó con tal nombre por miedo a ser acusados de satanismo; fue llamado El Círculo Interno. El episodio muestra a los miembros originales del Círculo Interno: Sebastian Shaw, Mente Maestra, Emma Frost, Donald Pierce y Harry Leland. Al igual que en los cómics, logran borrarle los recuerdos a Jean Grey, haciéndole pensar que era la Reina de este club, lo que provocó la liberación de Fénix Oscura.

- La serie animada Wolverine and the X-Men, presentaban el Círculo Interno compuesto por Emma Frost, Sebastian Shaw, Harry Leland, Donald Pierce, Selene y las Stepford Cuckoos. Este círculo interno parece estar más estrechamente relacionado con la serie Ultimate Marvel, como un grupo que está obsesionado únicamente con alcanzar el poder del Fénix. En el episodio "Shades of Grey", Emma Frost fue enviada para unirse a los X-Men, posteriormente los traiciona de acuerdo al plan y telepáticamente pone a los X-Men a dormir para que el Club Fuego Infernal pueda secuestrar a Jean Grey. En el episodio de tres partes "Previsión", Sebastian Shaw, Harry Leland, Donald Pierce y Selene preparan un ritual que extraería la Fuerza Fénix de Jean Grey y la colocaría en las Stepford Cuckoos. Emma Frost les advirtió los riesgos del plan, pero sus advertencias cayeron en oídos sordos. Cuando se lanzó el Fénix, el techo cayó sobre Leland y Pierce. Emma Frost usó su telepatía para someter a Shaw y Selene. Sin embargo, el amor de Emma hacia Scott Summers hizo darle la espalda al club y termina ayudando a los X-Men a contener el poder del Fénix, muriendo en su forma de diamante y explotando en pedazos.

- El Club Fuego Infernal aparece en la serie de anime X-Men de 2011 donde están liderados por Mente Maestra, el grupo cuenta con miembros nuevos como Rata, Marsh y Neuron (el Alfil Blanco del Círculo Interno) que lo ayudaron en sus planes para gobernar la humanidad, Emma Frost es una exmiembro del equipo que se unió a los X-Men. En el primer episodio, fueron vistos tratando de manipular a Jean Grey para que usara la Fuerza Fénix para su propio beneficio hasta que Jean Grey se sacrifica a sí misma.

- El Club Fuego Infernal aparece en la serie de televisión The Gifted. En la primera temporada, se revela que las Stepford Cuckoos están trabajando para el Club Fuego Infernal, convenciendo a varios personajes para que se unan a ellos en el final de la temporada. En la segunda temporada, Reeva Payge toma el control del Círculo Interior y persigue un objetivo de liberación mutante. Otros miembros incluyen a Andy Strucker, Polaris (Lorna Dane), Fade y Sage, quienes se unieron al Club Fuego Infernal al final de la temporada 1 después de perder la fe en el Mutant Underground.[36]

### Cine
- El Club Fuego Infernal aparece en la cinta X-Men: primera generación como los antagonistas principales.[37] En esta cinta, el Club está integrado por Sebastian Shaw (interpretado por Kevin Bacon), Emma Frost (interpretada por January Jones), Azazel (interpretado por Jason Flemyng), Angel Salvadore (interpretada por Zoë Kravitz) y Riptide (interpretado por Álex González) como los miembros principales (Aunque Angel fue inicialmente miembro de los X-Men antes de que ella desertara). Su objetivo general es iniciar la III Guerra Mundial con el fin de acabar con la raza humana de la Tierra, permitiendo a los mutantes a levantarse y tomar el control como la raza de supervivencia, Con Shaw como el líder del nuevo orden mundial. Con este fin, manipulan a funcionarios del gobierno estadounidense y soviético para instigar la Crisis de Misiles Cubanos, lo que llevó a la agente de la CIA, Moira MacTaggert a supervisar la formación inicial de los X-Men, coordinada por Charles Xavier, su hermana Raven, el nuevo aliado Erik Lensherr y el científico de la CIA, Hank McCoy, para oponerse a ellos. Al final de la película, Sebastian Shaw es asesinado por Magneto, mientras que muchos de sus miembros (Emma Frost, Azazel, Riptide, Angel y Raven) se unen a Magneto y su nuevo grupo, la Hermandad de Mutantes.

- En la cinta X-Men: días del futuro pasado, Angel, Azazel y Emma fueron asesinados por Bolivar Trask. El destino de Riptide no fue confirmado pero es posible que también este muerto.

### Videojuegos
- X-Men
- X-Men: El legado de Gamesmaster
- X-Men Legends II: Rise of Apocalypse
- Wolverine: Adamantium Rage
- Marvel: Avengers Alliance